# Потомки Пушкина
У Александра Сергеевича Пушкина и его жены Натальи Николаевны было четверо детей, все родные. Дальнейшие потомки указаны в соответствующих разделах статьи.

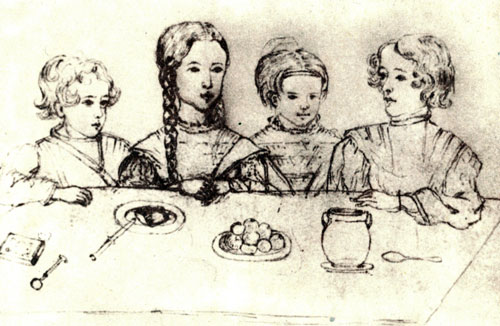
Дети Пушкина в 1841 году: Гриша, Маша, Наташа, Саша. Михайловское. Рисунок Натальи Ивановны Фризенгоф, подруги Натальи Николаевны Пушкиной

На 2023 год последний прямой потомок поэта по мужской линии (сохранивший фамилию Пушкин) — Александр Александрович Пушкин (род. 1942) живёт в Бельгии.
Четвертого июня 2009 года в дни празднования 210-летия со дня рождения поэта в Государственном музее А. С. Пушкина в Москве состоялся Первый всемирный съезд потомков А. С. Пушкина.

## Мария Александровна
Мария Александровна Гартунг (до замужества Пушкина; 1832—1919) — старшая дочь Александра Сергеевича и Натальи Николаевны.
Была замужем за Леонидом Гартунгом (1834—1877) — кавалерийский офицер. Брак бездетный.

## Наталья Александровна
Наталья Александровна Пушкина-Дубельт, графиня Меренберг (1836—1913) — дочь Александра Сергеевича; морганатическая супруга принца Николая Вильгельма Нассауского.
Дети от первого брака:
- Наталья Михайловна Дубельт (23 августа 1854 — 6 октября 1926)[3]. После смерти отца, воспитывалась в семье П. П. Ланского. Окончила петербургский Екатерининский институт. С 18.01.1881 года замужем за полковником в отставке Арнольдом Германом Иозефом Иоганном Непомуком Францем Ксавьером Леопольдом фон Бессель (16.06.1826 — 16.03.1887); супруги проживали в Бонне[4].
- Леонтий Михайлович Дубельт  (5.10.1855 — 24.09.1894). После развода родителей воспитывался в семье П. П. Ланского. Обучался в Пажеском корпусе. Обладая необузданным нравом (по свидетельству тётки Е. П. Ланской-Бибиковой), двенадцатилетний Дубельт ранил перочинным ножом своего соученика, после чего попытался застрелиться из пистолета Ланского. Вследствие этого ранения всю жизнь страдал падучей. После отчисления был переведён в Морской корпус, который окончил с отличием. Служил на флоте мичманом, но из-за плохого здоровья был вынужден покинуть службу. Проучившись два года на минных курсах в Кронштадте, вышел в отставку в чине капитана 2-го ранга. Писал стихи и увлекался рисованием. По воспоминаниям родственников, болезнь прогрессировала и часто он был «совершенно ненормальным». Скончался во время приступа эпилепсии и похоронен на Смоленском православном кладбище Петербурга. Был женат на княжне Агриппине Оболенской[5].
- Анна Михайловна Дубельт (1861 — ок. 06.1919). Анна (домашнее имя — Нина) родилась в Елисаветграде. После развода родителей воспитывалась тёткой отца Базилевской[6]. Ок. 1890 года вышла замуж за Александра Павловича Кондырева (1855—1900), страдавшего впоследствии «тяжёлой формой алкоголизма». Оставшись вдовой с тремя детьми — сыновьями Павлом, Василием и дочерью Ниной, неоднократно обращалась за материальной помощью в Постоянную комиссию для пособий нуждающимся учёным, литераторам и публицистам. В 1890 году подарила Пушкинскому музею Александровского Лицея одно из писем А. С. Пушкина к Н. Н. Гончаровой. Летом 1919 года скончалась в доме для престарелых в Петрограде.[7]

Дети от второго брака:
- София Николаевна Меренберг
  - Анастасия Михайловна Де Торби
  - Надежда Михайловна Де Торби
  - Михаил Михайлович Де Торби

- Александра Николаевна Меренберг (1869—1950). С 1914 года замужем за аргентинским дипломатом д’Элиа (?—1929), детей не имела и все своё состояние передала племяннице Ольге Георгиевне Лорис-Меликовой.
- Георг-Николай Меренберг
  - Георг-Михаэль Александр Меренберг

### Четвёртое поколение
- Джорджина Кеннард[англ.]
- Маунтбеттен, Дэвид, 3-й маркиз Милфорд-Хейвен

### Пятое поколение
- Александра Гамильтон, герцогиня Аберкорнская
- Марита Кроули[англ.]
- Наталья Гровенор[англ.]
- Фиона Мерседес Филипс (Fiona Mercedes Phillips)
- Маунтбеттен, Джордж, 4-й маркиз Милфорд-Хейвен

### Шестое поколение
- Хью Гровенор, 7-й герцог Вестминстер

## Александр Александрович
Александр Александрович Пушкин (1833—1914) — русский генерал.

### Второе поколение
Дети Александра Александровича от первого брака с Софьей Александровной Ланской (1838—1875):
- Наталия Александровна (1859—1912). Муж (с 1881) — Павел Аркадьевич Воронцов-Вельяминов (1854—1920).
- София Александровна (1860—1862).
- Мария Александровна (1862—1939). Муж (с 1881) — Николай Владимирович Быков (1856—1918), сын сестры Н. В. Гоголя, Елизаветы Васильевны, штабс-ротмистр, непременный член Полтавского губернского присутствия.
- Александр Александрович (1863—1916). Первая жена (с 1887) — Ольга Николаевна Решетова (?—1916). Вторая жена (гражданский брак, ок. 1902) — Анна Петровна Савицкая, в первом браке Зейлих (1869—1944).
- Ольга Александровна (1864—1933). Муж (с 1881) — Николай Николаевич Павлов (1857 — до 1916), (разведены).
- Анна Александровна (1866—1949).
- Григорий Александрович (1868—1940). В 1913 — полковник, командир 92-го пехотного Печорского полка[8]. Жена (с 1911) — Юлия Александровна Бартенева (1873—?) (1-й муж (до 1910, развод) Катыбаев Александр Фёдорович). В 1920 — учительница народной школы на ст. Лопасня. Сын Григорий Григорьевич Пушкин.
- Пётр Александрович (06.1870—06.11.1870).
- Надежда Александровна (1871—1915).
- Вера Александровна (1872—1909). Муж (с 1901) — Сергей Петрович Мезенцов (1866—1945).
- Сергей Александрович (1874—1898).

Дети Александра Александровича от второго брака с Марией Александровной Павловой (1852—1919):
- Николай Александрович (1885—1964). Жена (с 1906) — Надежда Алексеевна Петунникова (1878—1974).
- Елена Александровна (1889—1943). Муж (с 1921) — Николай Алексеевич фон дер Розенмайер (1892 — ок. 1933).

### Третье поколение
- Софья Николаевна Данилевская (1887—1984)
- Григорий Григорьевич (1913—1997)[9] — правнук Александра Сергеевича Пушкина. В августе 1941 года добровольцем ушел в партизанский отряд особого назначения и был заброшен в тыл врага на самом опасном тогда направлении германского наступления на Москву. Участвовал в peйдах по тылам немецких войск под Наро-Фоминском и Волоколамском, где был ранен. Воевал под Старой Руссой, освобождал Харьков, Керчь, сражался на Орловско-Курской дуге, форсировал Днепр, был контужен. Окончил войну лейтенантом. После демобилизации в 1946 году Пушкин вернулся в Московское управление уголовного розыска (Петровка, 38), продолжал бороться с преступностью до 1949 года. После выхода на пенсию в 1969 году работал в типографии полиграфического комбината «Правда» мастером глубокой печати. Единственный сын — Александр Григорьевич (1951—1992).

### Четвёртое поколение
- Александр Сергеевич Данилевский (1911—1969) — советский учёный-энтомолог
- Пушкин, Александр Александрович (1942)

### Пятое поколение
- Сергей Александрович Данилевский (1941—2018) — советский учёный-геолог

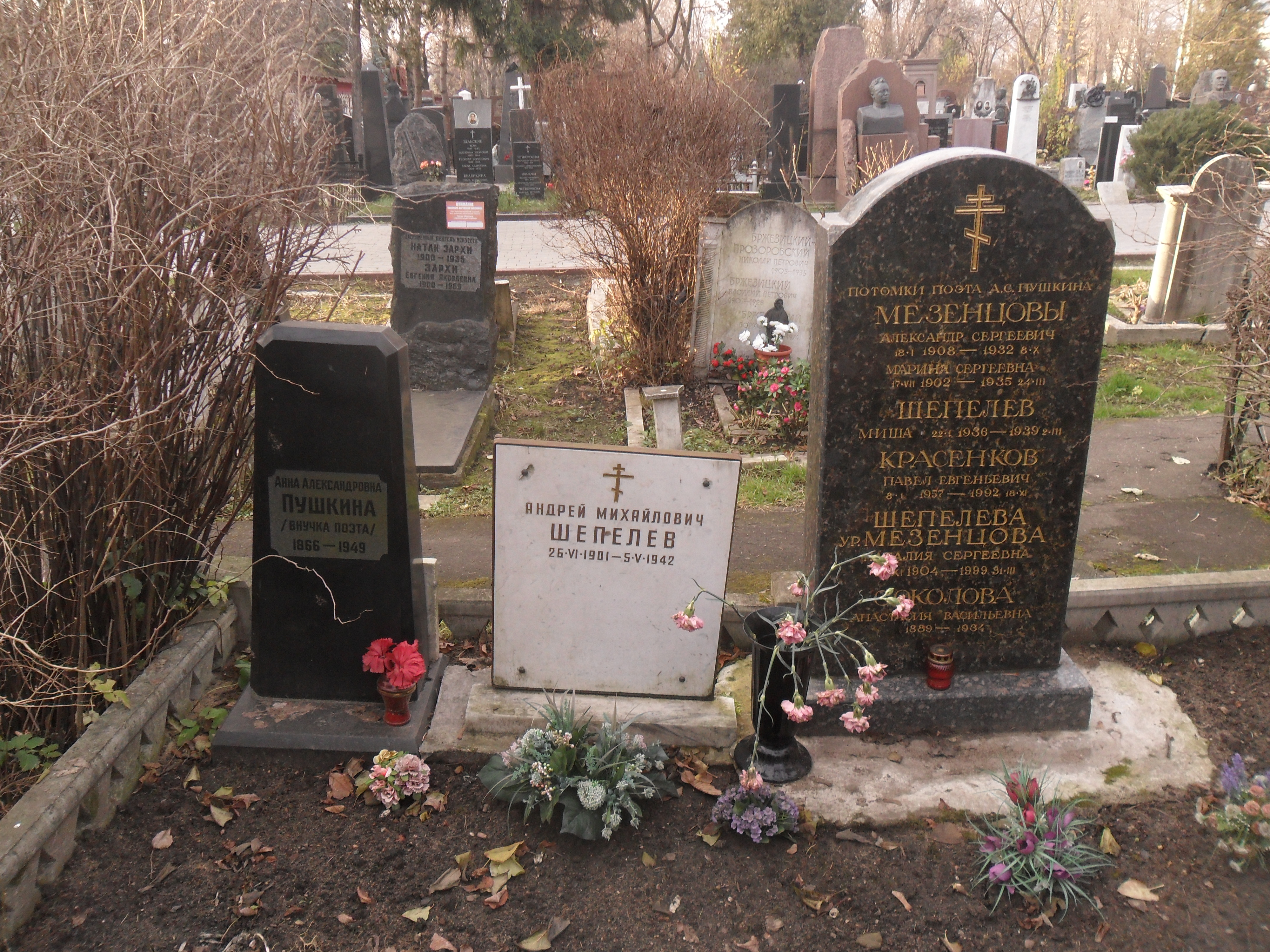
Могила Анны Александровны Пушкиной и её родственников на Новодевичьем кладбище Москвы

- Мария-Мадлен Дурново-Пушкина (род. 1943, Франция)

### Шестое поколение
- Николай Сергеевич Данилевский (род. 1965) — советский и российский художник и декоратор. Член арт-группы Старый город (арт-группа)[10] и Международной ассоциации художников — потомков дворянских родов[11], основоположник «Петербургской школы фантастического реализма»[12], внук А. С. Данилевского.

## Григорий Александрович
(1835—1905) — офицер, затем мировой судья.
Дети:
- Полина Григорьевна. Муж — Михаил Сергеевич Шереметев (1861—?). Дочь — Наталья Михайловна.
- Нина (Анна) Григорьевна. Муж — Безобразов.
- Евлалия Григорьевна. Муж — Сергей Васильевич Александровский (1863—1907)[15], во время русско-японской войны возглавлял Красный крест России, затем был назначен на пост губернатора Пензы, был убит эсером[16][17]. Сын — Сергей Сергеевич.
  - Сергей Сергеевич (1890—1969) — полковник царской армии, после революции воевал в белой гвардии. Эмигрировал в Америку, где возглавлял полковое объединение — братство бывших офицеров. Похоронен в Новодивеевском православном монастыре, в местечке Нануэт, под Нью-Йорком[17].

## Документальные фильмы
- 1993 — «Мой прапрадед — Пушкин» (док. фильм, «Лентелефильм», автор сценария Сергей Некрасов, реж. Константин Артюхов).
- 1994 — «Бог помочь вам, друзья мои…» (документальный), (к/с «Лентелефильм»), фильм 2 из цикла «Потомки Пушкина». 1995 г. Автор сценария Сергей Некрасов, реж. Константин Артюхов.
- 1997 —Машка, Сашка, Гришка, Наташка (документальный) фильм 3 из цикла «Потомки Пушкина» автор сценария Сергей Некрасов, реж. Константин Артюхов.
- 2007 — «Дочь Пушкина» (док. фильм из цикла Мой серебряный шар, автор и ведущий — Виталий Вульф, реж. Елена Гудиева).
- 2009 — «Как Пушкин с Гоголем породнились…» (док. фильм, автор сценария Сергей Некрасов, реж. Константин Артюхов, «Кинор»).